# Cadarienzo
Cadarienzo (oficialmente en asturiano: Cadarienzu) es una entidad de población española de la parroquia de Pravia, perteneciente al municipio del mismo nombre, en la comunidad autónoma de Asturias.

## Historia
Hacia mediados del siglo XIX, el lugar, ya por entonces perteneciente a la parroquia de Pravia del municipio del mismo nombre, tenía contabilizada una población de 34 habitantes. Aparece descrito en el quinto volumen del Diccionario geográfico-estadístico-histórico de España y sus posesiones de Ultramar de Pascual Madoz con las siguientes palabras:

CADARIENZO: l. en la prov. de Oviedo, ayunt. y felig. de San Andrés de Pravia. (V.). pobl.: 9 vec. y 34 almas.
(Madoz, 1846, p. 114)

En 2023, la entidad singular de población de Cadarienzo tenía empadronados 14 habitantes, todos ellos en el núcleo de población de ese nombre.